# Gatoch Panom
Gatoch Panom Yiech (ur. 30 listopada 1994 w Gambeli) – piłkarz etiopski grający na pozycji defensywnego pomocnika. Od 2021 jest zawodnikiem klubu Saint-George SA.

## Kariera klubowa
W swoją karierę piłkarską Gatoch rozpoczął w klubie Ethiopian Coffee. W sezonie 2011/2012 zadebiutował w jego barwach w pierwszej lidze etiopskiej. Grał w nim do końca sezonu 2016/2017. Z klubem tym wywalczył dwa wicemistrzostwa Etiopii w sezonach 2013/2014 i 2015/2016.
Latem 2017 Gatoch przeszedł do Anży Machaczkała, jednak nie rozegrał w nim żadnego ligowego meczu. W 2018 wrócił do Etiopii grał w Mekelle 70 Enderta FC. W latach 2018–2019 grał w Egipcie, najpierw w sezonie 2018/2019 w El Gouna FC, a następnie w rundzie jesiennej sezonu 2019/2020 w Haras El-Hodood SC.
Wiosną 2020 Gatoch grał w saudyjskim Al-Anwar Club, a latem 2020 wrócił do Etiopii. W sezonie 2020/2021 był zawodnikiem Wolaitta Dicha SC, a następnie przeszedł do Saint-George SA.

## Kariera reprezentacyjna
W reprezentacji Etiopii Gatoch zadebiutował 24 listopada 2012 roku w wygranym 1:0 meczu Pucharu CECAFA 2012 z Sudanem Południowym rozegranym w Kampali. W 2022 roku został powołany do kadry na Puchar Narodów Afryki 2021, jednak nie rozegrał na nim żadnego meczu.